# Walena exsarola
Walena exsarola är en insektsart som först beskrevs av Medler 1996.  Walena exsarola ingår i släktet Walena och familjen Flatidae. Inga underarter finns listade i Catalogue of Life.